# Lingue gur
Le lingue gur o gour, un tempo denominate lingue voltaiche, sono un gruppo di lingue africane appartenenti alla famiglia linguistica delle Lingue niger-kordofaniane. Il gruppo è formato da un centinaio di lingue anche se esistono diverse scuole di pensiero ed, a seconda degli studiosi, il numero può variare. Le lingue gur sono parlate nel sud-est del Mali, nel Burkina Faso, nel nord della Costa d'Avorio, del Ghana e del Togo, nel Benin ed al nord-ovest della Nigeria.

## Classificazione interna
Secondo ethnologue.com, il gruppo è formato da 97 lingue, così ripartite:
(tra parentesi il numero di lingue che forma ogni sottogruppo), in corsivo le lingue isolate, col [codice linguistico internazionale] e lo stato dove viene parlata prevalentemente.
- Lingue gur (97)
  - Lingua Baatonum [bba] (Benin)
  - Centrali (69)
    - Settentrionali (38)
    - Meridionali (31)

  - Lingue kulango (2) (Costa d'avorio)
  - Lingua lobi [lob] (Burkina Faso)
  - Lingue Senufo (15)
  - Lingue Teen (2) (Costa d'avorio)
  - Lingua tiéfo [tiq] (Burkina Faso)
  - Lingue Tusia (2) (Burkina Faso)
  - Lingua viemo [vig] (Burkina Faso)
  - lingue Wara-Natioro (3) (Burkina Faso)